# Daniel Mobaeck
Daniel Mobaeck est un footballeur suédois, né le 22 mai 1980 à Åtvidaberg en Suède. Il évolue comme milieu offensif.

## Sélection
- Suède : 3 sélections
- Première sélection le 14 janvier 2007 : Venezuela - Suède (2-0)
- Dernière sélection le 21 janvier 2007 : Équateur - Suède (1-1)

Daniel Mobaeck obtient ses trois capes avec la Suède lors de la tournée hivernale de la sélection en Amérique du Sud en janvier 2007.
Il y dispute trois matchs dont deux comme titulaire contre le Venezuela et l'Équateur par deux fois.

## Palmarès
IF Elfsborg
- Champion de Suède (2) : 2006, 2012
- Vainqueur de la Supercoupe de Suède (1) : 2007